# Academia da Força Aérea (Portugal)
A Academia da Força Aérea (AFA) MHSE é um estabelecimento de ensino superior militar, destinado a formar oficiais da Força Aérea Portuguesa nos diferentes domínios do conhecimento que são necessários ao desempenho das suas funções, bem como dar formação nos domínios que revelem interesse para o desenvolvimento de conhecimentos aeronáuticos a nível nacional. As instalações da AFA estão inseridas no complexo da Base Aérea n.º 1, localizada na Granja do Marquês, em Sintra.

## História
Desde a fundação da Força Aérea Portuguesa (FAP) como ramo independente em 1952, e até 1978, os seus oficiais foram formados na Academia Militar, que para isso dispunha dos cursos específicos de aeronáutica militar e de engenharia militar na especialidade de aeródromos.
Devido às especificidades técnicas de formação, foi criada, a 1 de fevereiro de 1978, a Academia da Força Aérea, apenas com o curso de piloto aviador, sendo transferido para a nova Academia o 3º ano de formação que estava em curso na Academia Militar. Por tal motivo, essa data é considerada como o Dia da Academia da Força Aérea. Gradualmente, foram sendo transferidos os restantes anos até ao funcionamento em pleno da Academia.
Para corresponder às necessidades efectivas de formação dos futuros quadros, no ano letivo de 1991/92 começaram a ser leccionados outros cursos de reconhecido interesse, inseridos nas especialidades dos diferentes quadros da Força Aérea Portuguesa.
A 24 de Junho de 2005 foi feita Membro-Honorário da Ordem Militar de Sant'Iago da Espada.
Também no mesmo ano letivo, começaram a funcionar os cursos politécnicos, destinados a formar oficiais dos quadros permanentes para os quadros técnicos da Força Aérea. Para tal, foi criada uma organização paralela, a Escola Superior de Tecnologias Militares Aeronáuticas (ESTMA). Devido às reformas no ensino superior, decorrentes da Declaração de Bolonha, a ESTMA foi extinta em 2008, pelo que os cursos politécnicos passaram então a ser ministrados na AFA.

## Organização
A Academia da Força Aérea é dirigida e administrada por um Major-general piloto-aviador designado "Comandante da Academia da Força Aérea", o qual dependente do Chefe do Estado-Maior da Força Aérea. Na dependência do comandante da AFA existem:
- 2º comandante da AFA;
- Órgãos de conselho;
- Órgãos de apoio direto;

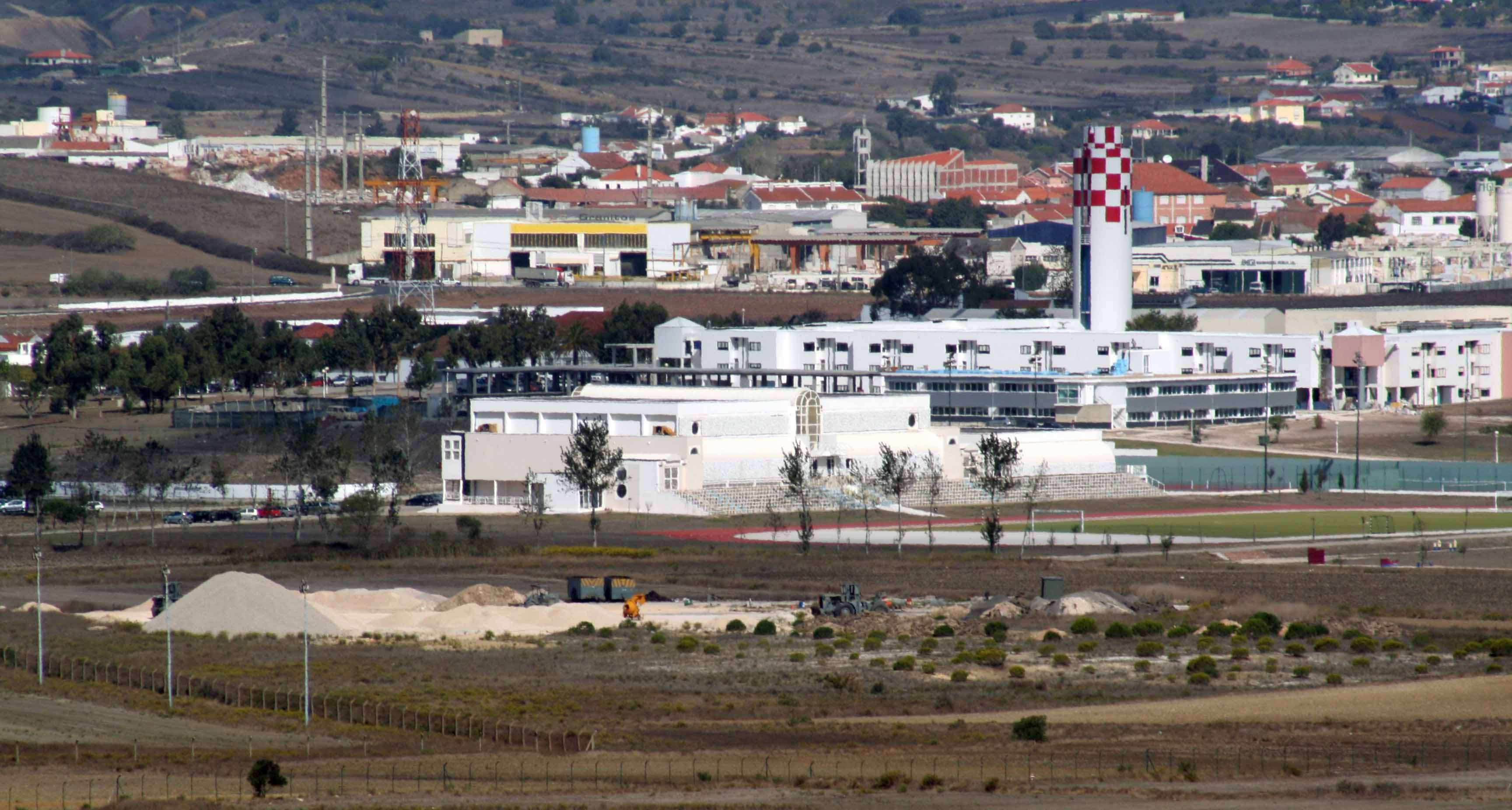
Vista geral da AFA.

- Gabinete de Estudos e Planeamento;
- Gabinete de Avaliação e Qualidade;
- Direção de Ensino;
- Corpo de Alunos;
- Centro de Estudos Aeronáuticos;
- Centro de Investigação da AFA;
- Grupo de Apoio.

## Esquadra de voo
A AFA dispõe na sua estrutura de uma Esquadra de Voo, a Esquadra 802 "Águias", que opera as seguintes aeronaves:
- ASK-21[8]
- Chipmunk MK 20 (Modificado)[9]

Tem por missão realizar os Estágios de Selecção de Voo, aos candidatos PILAV, bem como a Instrução Elementar de Voo dos alunos de pilotagem.

## Comandantes
Lista de comandantes desde a sua criação até hoje:
- General José Ferreira Valente (1978)
- General José Luis de A. B. Saccheti (1978-1979)
- General Francisco D. da Costa Gomes (1979-1981)
- General José Ferreira Valente (1981-1982)
- General José Batista Pereira (1982-1986)
- General Manuel B. Ramos Lopes (1986-1991)
- General Geraldo José Leal Estevens (1991-1993)
- Brigadeiro-General Guilherme P. da Costa Santos (1993-1995)
- Brigadeiro-General António de Carvalho Seabra (1995-1997)
- Major-General José Taveira Martins (1997-2000)
- Major-General Carlos Alberto Pires Castanheira (2000-2004)
- Major-General José António de M. Araújo Pinheiro (2004-2007)
- Major-General José Manuel Pinheiro Serôdio Fernandes (2007-2012)
- Major-General João Luís Ramirez de Carvalho Cordeiro (2012)
- Major-General Joaquim Manuel Nunes Borrego (2012-2016)
- Major-General Manuel Fernando Rafael Martins (2016-2017)
- Major-General Paulo José Reis Mateus (2017-2022)
- Tentente-General Rui José Dos Santos Pedroso Pinheiro De Freitas (2022-2023)
- Major-General Luís Manuel Nunes Serôdio (2023-2024)[12]
- Major-General Fernando Manuel Lourenço da Costa (2024-presente)[12]